# Gajdán Miklós (újságíró)
Gajdán Miklós (Budapest, 1964 –) magyar újságíró, az Autómagazin főszerkesztője.

## Életpályája
1987 nyarán nyári gyakorlat részeként három hétig dolgozott három műszakban az NDK-ban Trabant-gyárban (VEB Sachsenring). 1989-ben szerzett diplomát a Budapesti Műszaki Egyetem Járműgépész szakán. Ezután a Pest-megyei Műanyagipari Vállalat (PEMÜ) szerszámgyárában dolgozott, ahol többek között Opelek és Suzukik műanyag alkatrészeinek gyártásához szükséges szerszámokat állítottak elő. Külsős újságíróként kezdett írni az Autó-Motor motorkerékpáros rovatába, amit 2001-ig szerkesztett, immár főállású munkatársként. 
2001-től a Motorpresse Kiadónál dolgozott, ahol az Autómagazin és az Autópiac lapokba írt. 2003-ban beválasztották az európai Év Autója zsűrijének tagjai közé. Munkatársa a Vezess.hu-nak is.
A Vezess.hu-n elsősorban - természetesen autós témájú - oktatási célú és tudományos megközelítésű műszaki ismeretterjesztő videókkal szerzett magának és a csatornának nagyobb ismertséget.
2021-től 2023 márciusáig a Totalcar Internetes autós magazin újságírója volt.
2023 március végétől ismét csatlakozott az Autómagazin csapatához.